# The Wankin' Noodles
 (décembre 2017).
Si vous disposez d'ouvrages ou d'articles de référence ou si vous connaissez des sites web de qualité traitant du thème abordé ici, merci de compléter l'article en donnant les références utiles à sa vérifiabilité et en les liant à la section « Notes et références ».
Les Wankin' Noodles était un groupe de garage rock français, originaire de Saint-Brieuc. Le groupe fut découvert lors des Trans Musicales 2009 grâce à son EP Virgins At Their Feet et une prestation scénique hors-norme. En 2013, ils changèrent de nom pour devenir Apochela (d'après l'animal microscopique).
Après deux EP, le groupe sortit le 18 avril 2012 leur premier album s'intitulant Tu dormiras seule ce soir. Cet album reprend trois titres du deuxième EP, et y ajoute hui nouveaux morceaux.
Ils jouèrent leur dernier concert le 23 septembre 2018 au parc du Thabor dans le cadre de "Une journée en Enfer" organisée par le collectif I'm From Rennes. Les anciens membres se réunirent alors pour un ultime concert, en l'absence toutefois de deux membres fondateurs, non conviés.

## Biographie
À l'origine de The Wankin' Noodles, le groupe de garage rock Les Gnous blancs créé en 2004 par une bande de copains dans la région de Saint-Brieuc. Le nom est bientôt changé, le jour même les Wankin' Noodles donnent leur premier concert sur un terrain de pétanque pour un mariage à Saint-Brieuc. Une identité se dessine : un rock n' roll nerveux, grisé d'élégance, porté par l'adrénaline plutôt que par le travail, et aussi peu bavard que possible en dehors de ses chansons. Le regard se porte du côté de The Who, The Kinks, vers les groupes cultes du freakbeat anglais comme The Creation ou du garage américain comme The Sonics. 
Le guitariste Fabien parti, les Wankin' Noodles avancent à quatre : Wenceslas à la guitare et aux chœurs, Guillaume Le Hénaff à la basse et aux chœurs, Romain Baousson à la batterie et aux chœurs, Thibault Bâton au chant et à l'écriture. La composition se fait en commun lors des répétitions. Les Noodles écument les bars du Trégor et du Goëlo. Le goût de faire danser le public les fait peu à peu aller vers le twist. La salle est torride, tout fond dans les riffs et les chœurs de I Wanna Bop, Girls All Over ou Silly Song. 
En 2006, Thibault Bâton s’en va, Wenceslas le remplace au chant et à l’écriture. La nouvelle formation à trois précise le style flamboyant et très orienté sixties qui signe la patte Wankin’ Noodles. Au départ de Wenceslas en 2007, le groupe prend une nouvelle direction très différente, plus orientée The Hives auxquels le groupe est souvent comparé, différente surtout dans l’esprit. Rapidement le groupe se forge une identité scénique survitaminée qui restera sa marque de fabrique. Un EP, Their Lovely Countryside, se dégagera d'ailleurs de cette période, dont la pochette rappelle celles de l'époque - tous les membres portent des tenues de chasse à courre.
Après tout ce travail, le groupe est programmé une première fois aux Trans Musicales en 2008, puis au festival Art Rock en 2009, où il est repéré et commence à travailler avec la structure rennaise Fake. Le groupe enregistre un deuxième EP Virgins at their Feet aux Studios de la Seine à Paris et au Passage à Niveaux à Rennes courant 2009 et est alors programmé aux Trans Musicales 2009 où leur spectacle ne restera pas inaperçu. Le titre Wankers Off The Social Club, issu de l'EP, est édité par Tepr, DJ et producteur de Yelle.
Après trois ans de silence relatif, le clip Tu dormiras seule ce soir de l'album éponyme est révélé le 14 février et disponible en téléchargement gratuit sur leur site. Le 18 avril 2012, leur premier album sort enfin en intégralité. Les thèmes abordés (les filles) et la musique (garage rock) ne changent pas radicalement des premiers EP. Toutefois, on[Qui ?] note l'arrivée de nombreux morceaux en français (absents des EP). L'ensemble reste très énergique et se veut conçu pour la scène, discipline dans laquelle ils excellent et se sont fait connaître.

## Membres

### Membres du groupe à sa dissolution
- Régis Thomas Pécheu - chant
- François « Francis » Chanu - guitare
- Romain Baousson - batterie
- Sébastien Thoreux - basse

### Membres précédents
- Jean-Sylvain Le Gouic (actuel membre des Juvéniles) - guitare
- Guillaume le Hénaff - basse
- Fabien - guitare
- Wenceslas - guitare, chant
- Thibault Bâton - chant